# Елмор (Охајо)
Елмор (енгл. Elmore) град је у америчкој савезној држави Охајо.

## Демографија
По попису из 2010. године број становника је 1.410, што је 16 (-1,1%) становника мање него 2000. године.
| Група             | 2000.         | 2010.         |
| Белци             | 1.353 (94,9%) | 1.300 (92,2%) |
| Афроамериканци    | 2 (0,1%)      | 7 (0,5%)      |
| Азијати           | 0 (0,0%)      | 2 (0,1%)      |
| Хиспаноамериканци | 61 (4,3%)     | 81 (5,7%)     |
| Укупно            | 1.426         | 1.410         |